# Jianfeng, Jiangxi
Jianfeng är en socken i Kina. Den ligger i provinsen Jiangxi, i den sydöstra delen av landet, omkring 220 kilometer söder om provinshuvudstaden Nanchang. Antalet invånare är 13 234. Befolkningen består av 6 074 kvinnor och 7 160 män. Barn under 15 år utgör 19,0 %, vuxna 15-64 år 69 %, och äldre över 65 år 10,0 %.
Runt Jianfeng är det ganska tätbefolkat, med 104 invånare per kvadratkilometer. Närmaste större samhälle är Xujiang, 18,4 km nordväst om Jianfeng. I omgivningarna runt Jianfeng växer i huvudsak blandskog.
Genomsnittlig årsnederbörd är 2 306 millimeter. Den regnigaste månaden är maj, med i genomsnitt 371 mm nederbörd, och den torraste är oktober, med 23 mm nederbörd.